# رادار دوپلر پالس

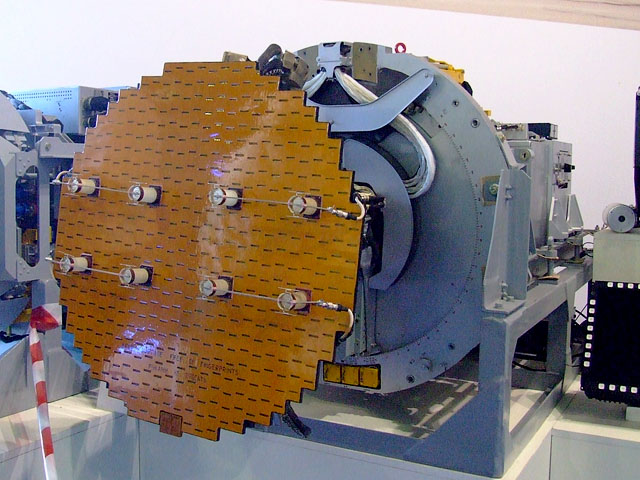
سامانه رادار دوپلر پالس

رادار دوپلر پالس سامانه راداری است که نه تنها موقعیت هدف را شناسایی می‌کند؛ (از قبیل جهت، برد، و ارتفاع) بلکه سرعت شعاعی هدف را نیز اندازه می‌گیرد. این رادار از اثر دوپلر برای مشخص کردن سرعت نسبی اشیاء استفاده می‌کند.
*
رادار پالس داپلر یک سیستم راداری است که با استفاده از تکنیک‌های زمان‌بندی پالس برد تا هدف را تعیین می‌کند و از اثر داپلر سیگنال برگشتی برای تعیین سرعت شی هدف استفاده می‌کند. این ویژگی ترکیبی از رادارهای پالس و رادارهای موج پیوسته است که قبلاً به دلیل پیچیدگی وسایل الکترونیکی مجزا بودند.
اولین رادار پالس داپلر عملیاتی در CIM-10 Bomarc بود، یک موشک مافوق صوت دوربرد آمریکایی که از موتورهای رم جت نیرو می‌گرفت و به سلاح هسته‌ای W40 برای نابود کردن کل ساختارهای هواپیماهای مهاجم دشمن مجهز بود.[1] سیستم های پالس داپلر اولین بار در دهه 1960 به طور گسترده در هواپیماهای جنگنده مورد استفاده قرار گرفت. رادارهای قبلی از زمان‌بندی پالس برای تعیین برد و زاویه آنتن (یا وسایل مشابه) برای تعیین بلبرینگ استفاده می‌کردند. با این حال، این تنها زمانی کار می‌کرد که آنتن رادار به سمت پایین قرار نداشت. در آن صورت انعکاس از روی زمین بر هر بازگشتی از اجسام دیگر غلبه کرد. همانطور که زمین با همان سرعت اما خلاف جهت هواپیما حرکت می‌کند، تکنیک‌های داپلر اجازه می‌دهد تا زمین برگشت فیلتر شود و هواپیما و وسایل نقلیه آشکار شود. این به رادارهای پالس داپلر قابلیت "نگاه به پایین / شلیک به پایین" می دهد. یک مزیت ثانویه در رادار نظامی کاهش توان ارسالی در عین دستیابی به عملکرد قابل قبول برای بهبود ایمنی رادار رادار است.
تکنیک‌های پالس داپلر نیز کاربرد گسترده‌ای در رادارهای هواشناسی پیدا می‌کنند و به رادار اجازه می‌دهند تا سرعت باد را از روی سرعت هر بارندگی در هوا تعیین کند. رادار پالس داپلر همچنین اساس رادار دیافراگم مصنوعی است که در نجوم رادار، سنجش از دور و نقشه برداری استفاده می شود. در کنترل ترافیک هوایی، آنها برای تشخیص هواپیما از درهم و برهم استفاده می شوند. علاوه بر کاربردهای نظارت مرسوم فوق، رادار پالس داپلر با موفقیت در مراقبت های بهداشتی، مانند ارزیابی خطر سقوط و تشخیص سقوط، برای اهداف پرستاری یا بالینی استفاده شده است.
اولین سیستم های راداری طبق انتظار عمل نکردند. دلیل آن در اثرات داپلر بود که عملکرد سیستم‌هایی را که برای محاسبه اجسام متحرک طراحی نشده‌اند، کاهش می‌دهند. اجسام با حرکت سریع باعث تغییر فاز در پالس ارسال می شوند که می تواند باعث لغو سیگنال شود. داپلر حداکثر اثر مضر را بر روی سیستم های نشانگر هدف متحرک دارد، که باید از تغییر فاز معکوس برای جبران داپلر در آشکارساز استفاده کند.
اثرات آب و هوایی داپلر (بارش) همچنین برای تخریب رادار معمولی و رادار نشانگر هدف متحرک، که می‌تواند بازتاب‌های هواپیما را پنهان کند، مشخص شد. این پدیده در دهه 1950 پس از حذف طبقه بندی برخی از سیستم های جنگ جهانی دوم برای استفاده با رادارهای هواشناسی سازگار شد.
رادار پالس داپلر در طول جنگ جهانی دوم برای غلبه بر محدودیت ها با افزایش فرکانس تکرار پالس ساخته شد. این امر مستلزم توسعه کلیسترون، لوله موج سیار و دستگاه های حالت جامد بود. پالس داپلرهای اولیه با سایر دستگاه های تقویت کننده مایکروویو با توان بالا که منسجم نیستند ناسازگار بودند، اما تکنیک های پیچیده تری توسعه یافتند که فاز هر پالس ارسالی را برای مقایسه با اکوهای برگشتی ثبت می کند.
نمونه‌های اولیه سیستم‌های نظامی شامل AN/SPG-51B است که در دهه 1950 به‌طور خاص برای عملیات در شرایط طوفانی بدون کاهش عملکرد توسعه یافت.
سیستم کنترل آتش Hughes AN/ASG-18 یک نمونه اولیه رادار/سیستم ترکیبی هوابرد برای هواپیمای رهگیر XF-108 Rapier آمریکای شمالی برای نیروی هوایی ایالات متحده و بعداً برای لاکهید YF-12 بود. اولین رادار پالس داپلر ایالات متحده، [4] این سیستم دارای قابلیت نگاه به پایین/شلیک به پایین بود و می توانست یک هدف را در یک زمان ردیابی کند.
استفاده از رادار پالس داپلر در هواپیما پس از گنجاندن کامپیوترهای دیجیتال در طراحی ممکن شد. پالس داپلر تا اواسط دهه 1970 قابلیت نگاه به پایین/شل به پایین را برای پشتیبانی از سیستم های موشکی هوا به هوا در اکثر هواپیماهای نظامی مدرن ارائه داد.
اندازه گیری برد
سیستم‌های پالس داپلر با اندازه‌گیری زمان سپری شده بین ارسال یک پالس انرژی رادیویی و دریافت انعکاس جسم، محدوده اشیاء را اندازه‌گیری می‌کنند. امواج رادیویی با سرعت نور حرکت می کنند، بنابراین فاصله تا جسم، زمان سپری شده ضرب در سرعت نور است، تقسیم بر دو - آنجا و عقب.
اندازه گیری سرعت
رادار پالس داپلر بر اساس اثر داپلر است، جایی که حرکت در محدوده باعث تغییر فرکانس در سیگنال منعکس شده از هدف می شود.
سرعت شعاعی برای عملیات رادار پالس داپلر ضروری است. همانطور که بازتابنده بین هر پالس ارسالی حرکت می کند، سیگنال برگشتی دارای اختلاف فاز یا تغییر فاز از پالس به پالس است. این باعث می شود که بازتابنده مدولاسیون داپلر را روی سیگنال بازتابی ایجاد کند.
رادارهای پالس داپلر از این پدیده برای بهبود عملکرد بهره برداری می کنند.
دامنه پالس برگشتی متوالی از همان حجم اسکن شده است
این به رادار اجازه می دهد تا با جداسازی اشیاء با استفاده از یک طیف گسترده برای جداسازی سیگنال های مختلف، بازتاب ها را از چندین اجسام واقع در همان حجم فضا جدا کند: